# Shigeru Ishiba
Shigeru Ishiba (石破 茂, Ishiba Shigeru), né le 4 février 1957 à Chiyoda (Tokyo), est un homme politique japonais, membre du Parti libéral-démocrate (PLD). Il est Premier ministre depuis le 1er octobre 2024.
Il est membre de la Chambre des représentants depuis 1986, où il représente sa préfecture natale. Entre 1993 et 1997, il appartient à plusieurs partis opposés au PLD, avant de réintégrer le parti dominant.
Considéré comme un spécialiste des questions militaires et de sécurité nationale, il est nommé en 2002 directeur de l'Agence de défense par le Premier ministre Jun'ichirō Koizumi, avec rang et titre de ministre d'État, fonction dont il est relevé en 2004. Il est rappelé au gouvernement en 2007 par Yasuo Fukuda, qui lui confie le ministère de la Défense. Tarō Asō, qui succède à Fukuda un an plus tard, le nomme ministre de l'Agriculture, des Forêts et de la Pêche.
En 2008, il tente une première fois de se faire élire président du PLD. Il se présente à nouveau en 2012 : le vainqueur du scrutin, Shinzō Abe, le désigne alors secrétaire général du parti. Il abandonne cette fonction au bout de deux ans pour réintégrer le gouvernement, dirigé par Shinzō Abe, en qualité de ministre d'État délégué aux Zones spéciales de stratégie nationale. Il n'est cependant pas reconduit dans le cabinet mis en place après les élections de 2017. Il se représente l'année suivante à la présidence du PLD, mais se voit à nouveau défait par Shinzō Abe. Il en va de même en 2020, où il finit troisième du scrutin.
En 2024, briguant une cinquième fois la tête du PLD, il l'emporte face à l'ultranationaliste pro-Abe Sanae Takaichi, ce qui lui permet d'être élu Premier ministre par la Diète. Le mois de sa prise de fonction, des élections législatives anticipées privent sa coalition avec le Kōmeitō de sa majorité absolue à la Chambre des représentants. Mais il se maintient à la tête d'un gouvernement minoritaire, promet « un nouveau Japon » et la fin des Abenomics. En 2025, devenu impopulaire dans un contexte de scandales politico-financiers et de forte inflation, il perd également la majorité à la Chambre des conseillers, ce qui fait de lui le premier chef de gouvernement depuis 1945 à être minoritaire dans les deux chambres du pays.

## Origines et formation
Shigeru Ishiba naît dans l'arrondissement spécial de Chiyoda le 4 février 1957. Il est originaire de Kōge dans la préfecture de Tottori, où son père est né.
Diplômé de l'université Keiō, il est à partir de 1979, et jusqu'à son entrée en politique en 1986, employé de la banque Mitsui.
Il s'intéresse très tôt à la politique, dans laquelle il baigne depuis l'enfance du fait de son environnement familial. Ainsi, son père, Jirō Ishiba (en), est gouverneur de Tottori de 1958 à 1974 puis membre PLD de la Chambre des conseillers, la chambre haute de la Diète, de 1974 à sa mort en 1981 mais surtout ministre de l'Intérieur et président de la Commission nationale de la Sécurité publique du 17 juillet au 17 décembre 1980 dans le Cabinet de Zenkō Suzuki.

## Carrière politique

### Les débuts
Il est élu représentant de la préfecture de Tottori en 1986, obtenant alors la quatrième place parmi les quatre sièges à pourvoir au vote unique non transférable. En 1993, il fait partie des nombreux élus du PLD qui quittent ce parti pour protester contre la manière dont il est dirigé et pour appeler à des réformes structurelles et électorales. Shigeru Ishiba donne ainsi sa démission du mouvement en décembre 1993, avec trois autres députés (Takeo Nishioka, Takashi Sasagawa et Masamitsu Ōishi). Ils s'associent en janvier 1994 avec un autre dissident plus ancien (depuis juin 1993, siégeant depuis comme un conservateur indépendant), Kunio Hatoyama, le Comité de la réforme (改革の会, Kaikaku no kai). Cette petite formation s'insère alors dans la coalition anti-PLD, anti-communiste, qui gouverne le Japon depuis août 1993 et jusqu'en juin 1994.
Le 27 juillet 1994, le Comité de la réforme participe à la création, avec trois autres petits partis conservateurs créés à la suite de nouvelles défections du PLD (notamment pour protester contre l'alliance de celui-ci avec son rival traditionnel, le Parti socialiste japonais, dans une Grande coalition qui porte le socialiste Tomiichi Murayama au poste de Premier ministre en juin 1994), de l'Union pour une réforme libérale, menée par l'ancien chef de gouvernement Toshihiki Kaifu. Puis, le 10 décembre 1994, avec les restes de l'ancienne alliance anti-PLD, anti-communiste n'ayant pas rejoint cette Grande coalition, ils créent un nouveau grand parti d'opposition, le Parti de la nouvelle frontière ou Shinshintō. Lorsque ce dernier éclate en décembre 1997, Shigeru Ishiba regagne le PLD.
À partir des élections législatives de 1996, il représente le 1er district électoral de la préfecture de Tottori, soit les villes de Tottori et Kurayoshi et leurs alentours.

### La faction au sein du PLD
Membre au sein du PLD de la faction Hashimoto devenue depuis la faction Tsushima puis Nukaga, celle-ci défend notamment des positions plus keynésienne en matière d'économie, notamment en défendant le maintien des dépenses sociales de l'État et le financement de grands travaux publics, des relations plus proches avec la république populaire de Chine ou la Corée du Sud ou encore une gestion plus traditionnelle du parti, basée sur les factions, une certaine bureaucratie et un électorat plutôt rural. Néanmoins, une fracture entre les tenants de cette ligne traditionnelle (Keizō Obuchi puis Ryūtarō Hashimoto et Fukushirō Nukaga) s'oppose depuis le début des années 1990 à une aile réformatrice, qui a d'ailleurs fortement contribué aux dissidences des années 1993 et 1994 (Tsutomu Hata et Ichirō Ozawa au début des années 1990, puis Kunio Hatoyama ainsi que Shigeru Ishiba). De ce fait, bien que cette faction, qui est l'une des principales tendances au sein du Jimintō, ait généralement été présentée comme opposée à la faction Machimura un temps menée par Jun'ichirō Koizumi avant que celui-ci ne se retire du jeu des factions, plusieurs de ses membres, dont Ishiba, ont soutenu Koizumi.
Shigeru Ishiba est considéré comme la personnalité montante de cette faction, comme le représentant de son aile réformatrice mais aussi d'une nouvelle génération politique opposée notamment à la vieille garde incarnée par Fukushirō Nukaga ou Kunio Hatoyama. Il abandonne toute appartenance à une faction en 2011.

### Son premier passage à la défense

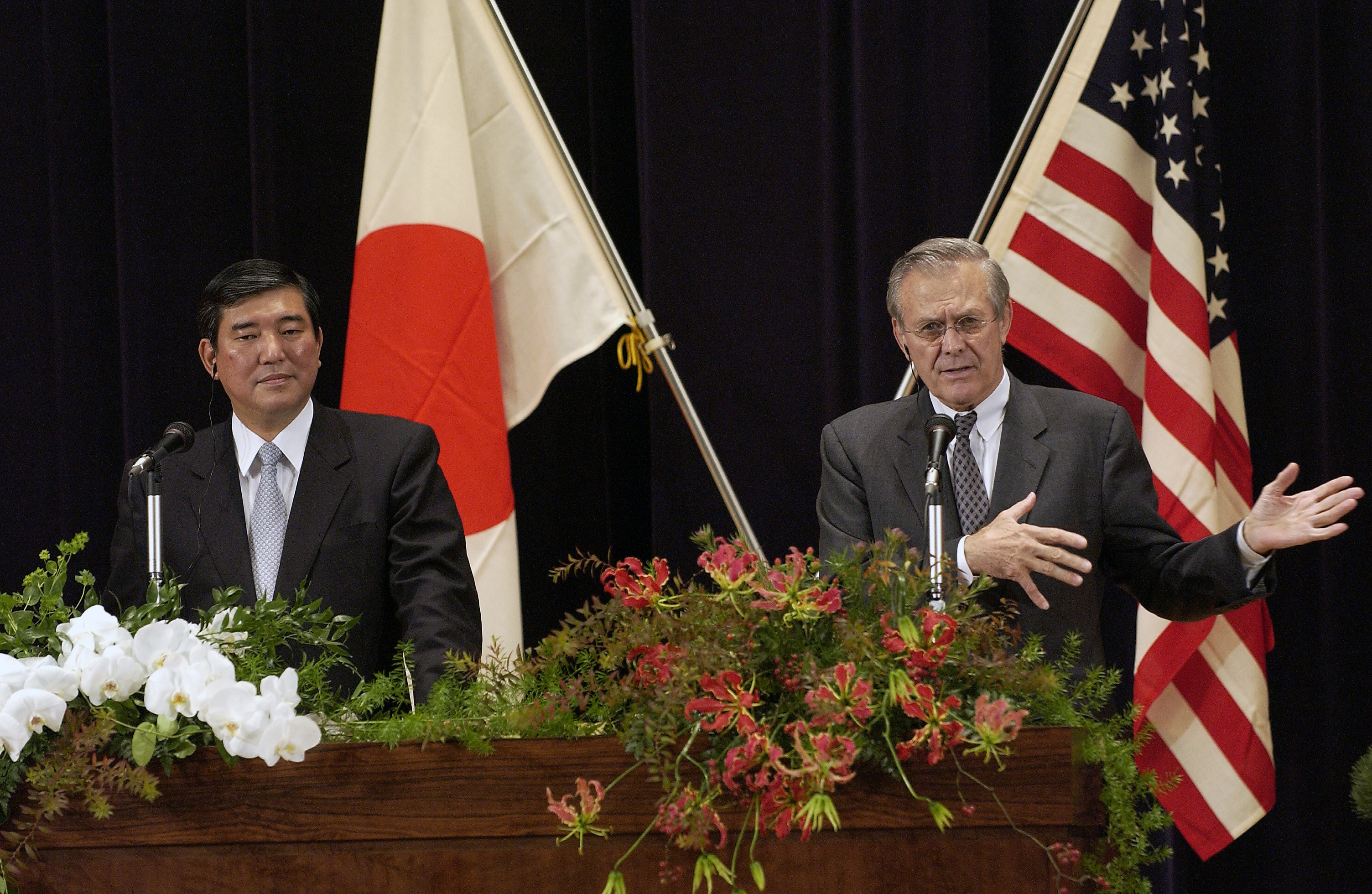
Shigeru Ishiba et le secrétaire américain à la Défense Donald Rumsfeld, le 15 novembre 2003.

Il fut ainsi ministre d'État et directeur de l'Agence de défense du Japon à la fin du 87e cabinet du Japon (le premier mené par Koizumi) et dans le 88e, du 30 septembre 2002 au 27 septembre 2004. À ce poste, il soutient fortement la participation japonaise à la coalition militaire menée par les États-Unis en Irak. Il a alors été à l'origine de la loi de mesures spéciales pour aider la reconstruction de l’Irak de juillet 2003 et à sa mise en application par le déploiement à partir du 26 janvier 2004 des Forces japonaises d'autodéfense, uniquement dans un but humanitaire et de reconstruction.

### Ministre de la Défense de Yasuo Fukuda

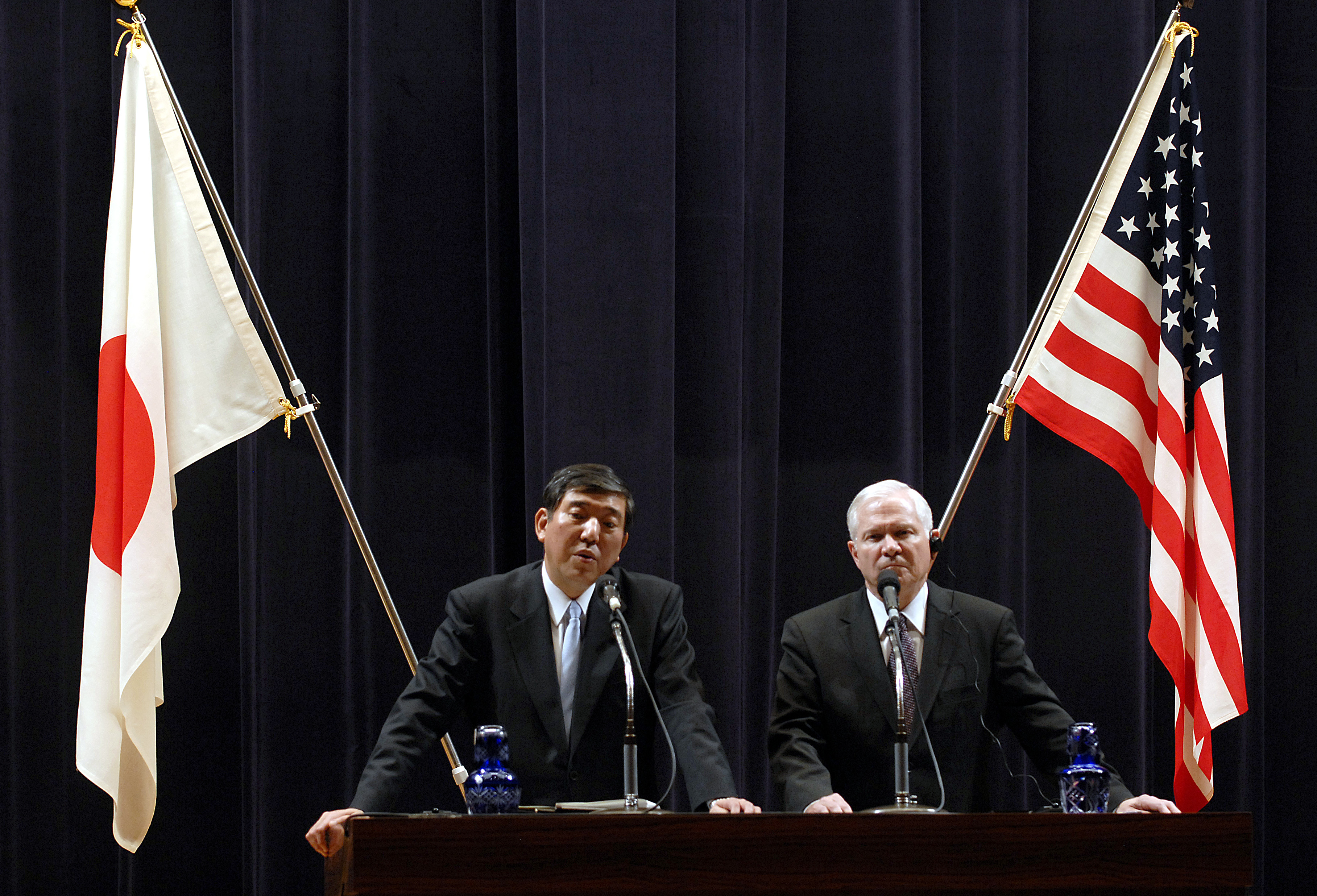
Shigeru Ishiba et le secrétaire américain à la Défense Robert Gates, le 8 novembre 2007.

Ayant soutenu tout d'abord Tarō Asō contre Shinzō Abe lors de l'élection du président du PLD en 2006, il soutient l'année suivante, comme une grande majorité de la faction Tsushima, Yasuo Fukuda contre Asō. Il devient donc à partir du 26 septembre 2007 ministre de la Défense dans le 91e Cabinet mené par Fukuda.
Le 20 décembre 2007, deux jours après que Nobutaka Machimura, chef du secrétariat du cabinet et donc no 2 et porte-parole du gouvernement, se soit dit « absolument persuadé » de l'existence des Ovni, Shigeru Ishiba fait à son tour une déclaration en ce sens : « Il n'y a rien qui nous permet de nier l'existence d'objets volants non identifiés et d'une forme de vie qui les contrôle », appelant alors à la nécessité de définir à un « cadre légal » et donc d'un plan d'intervention des Forces d'autodéfense en cas d'une hypothétique invasion extraterrestre. La « loi fondamentale sur l'espace » du 21 mai 2008 s'est ainsi surtout fait remarquer pour avoir permis que l'espace soit désormais considéré comme un « moyen de garantir la paix et la sécurité internationales, d'assurer la sécurité du pays » et de permettre la défense de l'humanité.

### Campagne à la présidence du PLD puis ministre de l'Agriculture
Le 1er août 2008, Shigeru Ishiba est démis de ses fonctions à la suite d'un remaniement ministériel où 13 des 17 membres du gouvernement sont remerciés. Cependant, un mois plus tard, Yasuo Fukuda démissionne de ses postes de Premier ministre et président du PLD. Ishiba entre dans la course à sa succession, en mettant l'accent sur les questions diplomatiques et de sécurité, questions qui selon lui sont indispensables pour assurer le cadre de vie moyen des citoyens. Sur le plan budgétaire et économique, il adopte une approche plutôt keynésienne en appelant à l'abandon de la politique de rigueur mise en place jusqu'alors par le gouvernement et en se prononçant pour des dépenses publiques supplémentaires afin de relancer l'économie tout en envisageant de les financer par une hausse d'impôt. Uniquement soutenu par une partie de sa faction (essentiellement issue de la jeune génération de parlementaires du Heiseikai), le jour du scrutin 22 septembre 2008, tout comme Kaoru Yosano, Nobuteru Ishihara et Yuriko Koike, il est largement battu par Tarō Asō à l'élection du président du PLD en n'obtenant que 25 voix, et en arrivant en dernière position, contre 351 au vainqueur.
Il intègre toutefois, le 24 septembre 2008, le nouveau gouvernement formé par Tarō Asō, en tant que ministre de l'Agriculture, des Forêts et de la Pêche. Il s'y attache à promouvoir la consommation de riz, en constante baisse depuis les années 1960 alors que cette céréale constitue tout à la fois un élément central de la culture nippone et la principale production de l'agriculture japonaise. Le plan proposé, d'un montant de 200 millions de yens (soit près de 1,7 million d'euros) déjà investis en 2008, vise à faire passer la quantité annuelle moyenne de riz mangées par les Japonais de 61 à 63 kilos par le biais de campagnes de publicité sur l'importance de l'aliment au petit-déjeuner, de cours dispensés afin d'apprendre aux Japonais comment faire des nouilles à base de riz et de l'augmentation des rations de la céréale dans les plats servis dans les cantines scolaires. D'autres mesures sont envisagées afin d'accroître l'autosuffisance alimentaire d'un pays consommant de plus en plus des aliments « occidentaux » et donc issus de l'importation, le ministre projetant de faire monter à 50 %, sur une période de dix ans, le taux d'autosuffisance contre officiellement 40 % en 2008 (soit le taux le plus bas des pays industrialisés). Il s'agit notamment de faire passer la production annuelle de farine de riz de 10 000  à   500 000 tonnes, celle du blé de 910 000 à 1,8 million de tonnes et celle du soya de 230 000  à   500 000 tonnes, d'inciter les agriculteurs à produire 260 000 tonnes de riz destinées aux animaux d’élevage, et de développer le secteur laitier, tout cela en utilisant des terres jusqu'alors en friches.
Pour ce qui est de la pêche, il défend avec fermeté la possibilité pour le Japon de continuer sa chasse à la baleine à des « fins scientifiques », refusant la proposition du président de la Commission baleinière internationale (CBI) — qui était que les prises du Japon dans l'Antarctique soient substantiellement diminuées, voire réduites à zéro, en échange de quoi les pêcheurs japonais de quatre villes côtières obtiendraient le droit de chasser la baleine de Minke près de l'archipel — en déclarant : « Le Japon ne pourra accepter de proposition qui lui interdirait de continuer à pêcher la baleine dans l'intérêt de la recherche ».

### Une des figures de l'opposition
Un des rares députés du PLD à conserver sa circonscription lors des élections législatives du 30 août 2009, il est choisi le 29 septembre suivant par le nouveau président du parti, Sadakazu Tanigaki, pour prendre la présidence de son Conseil de recherche politique. Cet organe, qui en fait le quatrième dans la hiérarchie du mouvement, est chargé de définir le programme futur de ce qui est devenu la nouvelle première force d'opposition au parlement. Il apparaît bientôt comme l'un des trois membres de ce que Tanigaki appelle la « prochaine génération » des dirigeants du parti, avec deux autres quinquagénaires ayant aussi accédé à la notoriété en tant que ministres de Koizumi et candidats à la présidence du PLD en septembre 2008, Nobuteru Ishihara et Yuriko Koike. En plus de sa fonction de président du Conseil de recherche politique, il devient avec ces deux derniers vice-président du Next Japan, le cabinet fantôme formé par Tanigaki du 6 avril au 22 septembre 2010. Après le remplacement de ce dernier par un Shadow Cabinet le 22 septembre 2010, il y est nommé par Tanigaki secrétaire général fantôme du Cabinet, chargé de contrer Yoshito Sengoku.
En septembre 2011, Sadakazu Tanigaki opère un remaniement de la direction du PLD lors duquel Shigeru Ishiba n'est pas reconduit à son poste, étant remplacé par Toshimitsu Motegi (qui lui succède également au sein du Shadow Cabinet). Par la suite, Ishiba apparaît comme un candidat sérieux à la présidence du parti, le mandat de Tanigaki devant être remis en jeu le 26 septembre 2012. Aidé par une certaine popularité auprès de la base militante, il présente sa candidature le 10 septembre 2012. Ishiba arrive en tête lors du premier tour grâce au vote des fédérations, mais au deuxième tour, où ne participent que les seuls parlementaires, Shinzō Abe l'emporte. Ce dernier nomme toutefois Shigeru Ishiba au poste de secrétaire général et numéro deux du parti.
Ouvertement critique à l'égard du bilan de Shinzo Abe, il est candidat à la présidence du PLD en septembre 2020. Bien que populaire auprès de la base du parti, il est mal perçu d'une grande partie des cadres en raison de son indiscipline et n'obtient que 68 voix sur 535 lors du vote,.

### Premier ministre du Japon

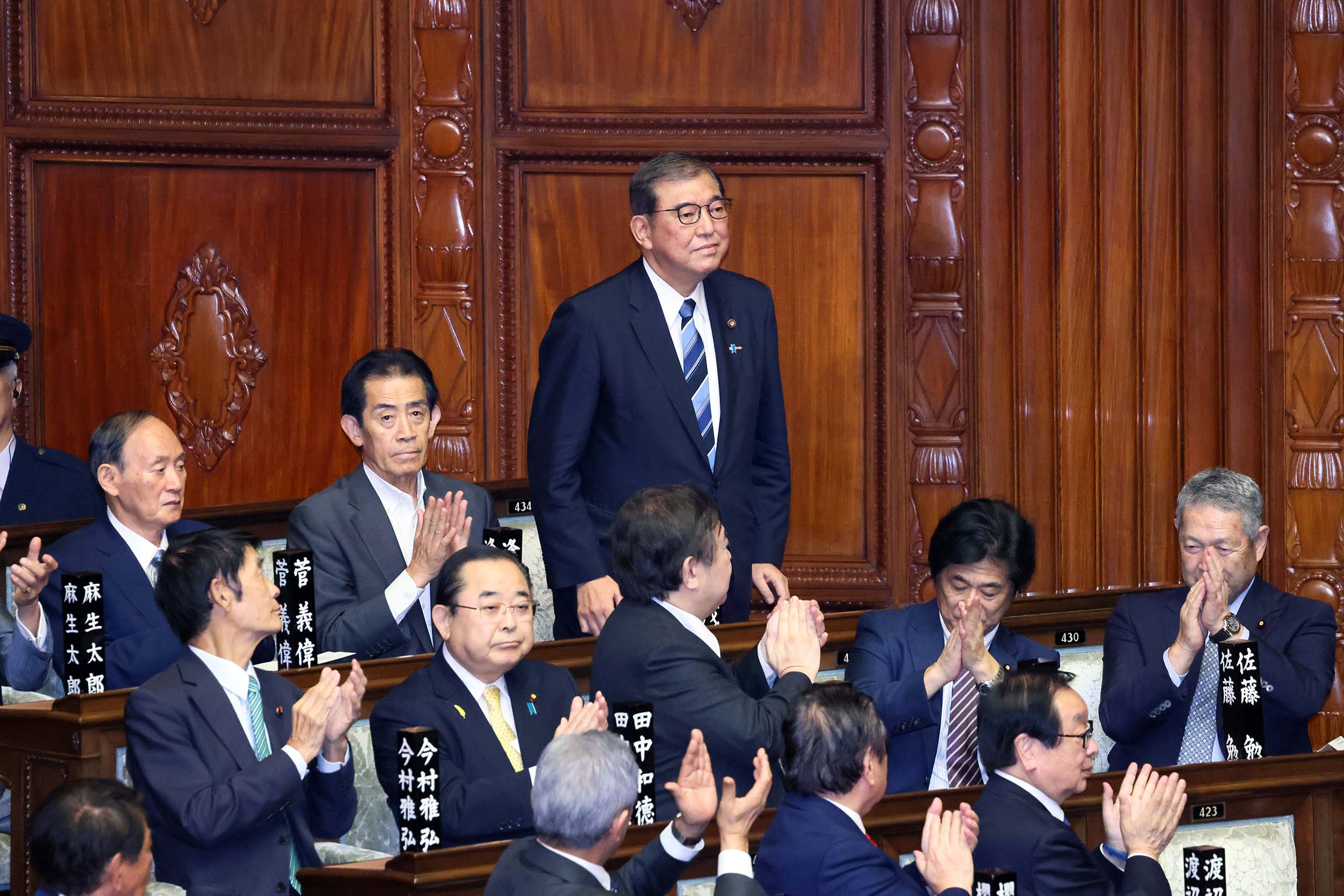
Le 1 octobre 2024, Shigeru Ishiba est désigné comme premier ministre.

Pour la cinquième fois de sa carrière, Shigeru Ishiba concourt en septembre 2024 à l'élection à la présidence du Parti libéral-démocrate face à huit autres concurrents. Il l'emporte au second tour par 215 voix favorables, contre 194 pour Sanae Takaichi. Il promeut une politique économique fondée sur le développement régional et le maintien d'une politique étrangère fondée sur le renforcement des capacités de défense du Japon ainsi que le rapprochement avec les États-Unis et la Corée du Sud. La presse japonaise indique peu après son élection que Shigeru Ishiba travaille, en parallèle de la formation de son gouvernement et de la direction du PLD, sur la possibilité d'anticiper les élections législatives au 27 octobre suivant. Il est élu Premier ministre le 1er octobre suivant, à la suite du vote des deux chambres de la Diète, succédant à Fumio Kishida. Il annonce des élections législatives anticipées pour le 27 octobre.
Bien qu'arrivé à nouveau en tête, le PLD subit un très fort recul et perd la majorité absolue des sièges, une défaite largement attribuée au scandale financier des caisse noires. Ce dernier s'est en effet cumulé à la chute durable de la popularité du parti, déjà entamée par la forte hausse de l'inflation ainsi que la révélation de ses liens avec la secte Moon lors de l'enquête sur l'assassinat de Shinzō Abe. Au soir du vote, Shigeru Ishiba reconnait que son parti à « reçu un jugement sévère »,. Son allié, le Kōmeitō, recule également, privant la coalition de sa majorité absolue. Il s'agit d'une lourde défaite pour Shigeru Ishiba, qui tablait sur ces élections anticipées pour légitimer son accession au pouvoir,. Le PLD obtient son pire résultat depuis le scrutin de 2009, qui avait conduit à l'arrivée au pouvoir du Parti démocrate du Japon (PDJ). Plusieurs membres haut placés du PLD partisans de l'ancienne ministre Sanae Takaichi appellent ainsi l’exécutif du parti à prendre ses responsabilités et se retirer. Le directeur de la campagne du PLD, Shinjirō Koizumi, démissionne le 28 octobre tandis que le ministre de la Justice Hideki Makihara fait part de son intention de quitter ses fonctions,.
Pour la première fois depuis 2009, l'opposition se retrouve ainsi majoritaire. Celle-ci est cependant divisée entre plusieurs formations dont le Parti démocrate constitutionnel (PDC) et le Parti démocrate du peuple (PDP), arrivés respectivement deuxième et troisième du scrutin,,.
En position de faiseur de rois, le PDP fait l'objet d'appels du pieds de la part du Premier ministre, qui se montre disposé à négocier un protocole d'entente partiel avec celui-ci. Son dirigeant, Yuichiro Tamaki, déclare cependant exclure une alliance formelle avec le PLD et le Kōmeitō, tout en étant ouvert au vote de lois au cas par cas avec n'importe quelle formation politique,.
Malgré ce revers, Ishiba annonce sa volonté de ne pas démissionner, pour ne pas laisser le pays dans une situation de vide du pouvoir. S'il promet des réformes au sein du PLD, le Premier ministre affirme cependant ne pas avoir l'intention d'élargir sa coalition à d'autres partis, et de former ainsi un gouvernement minoritaire.
Shigeru Ishiba est effectivement réélu Premier ministre à la suite du vote de la nouvelle chambre le 11 novembre 2024. Il est élu au second tour, et à la majorité simple, une première depuis 30 ans. Il dirige un gouvernement minoritaire, à dix-huit sièges de la majorité absolue dans la chambre basse, et reste susceptible d'être renversé par une motion de censure au cas où le Parti démocrate du peuple lui retirerait son soutien.
Fragilisé par l'inflation, notamment du riz, le recul des salaires et des scandales politico-financiers, son gouvernement subit un nouveau revers lors des élections sénatoriales du 20 juillet 2025 en perdant sa majorité absolue à la Chambre des conseillers, alors que le parti anti-immigration Sanseito réalise une percée. C'est la première fois depuis la fin de la Seconde Guerre mondiale qu'un Premier ministre japonais ne détient la majorité dans aucune des chambres.

## Controverses

### Collision de l'Atago
L'un des faits marquants lors de son deuxième passage au ministère de la Défense reste le scandale né à la suite de la collision, le 19 février 2008, au sud de Tokyo, entre un destroyer de la marine japonaise, l'Atago, récemment armé et mis en service actif, et un bateau de pêche dont les membres d'équipage, un père et son fils, n'ont pas été retrouvés.
De nombreuses contradictions sont ensuite apparues au grand jour dans les déclarations de l'armée ou du ministère, ce dernier finissant par reconnaître que le destroyer avait aperçu le chalutier 12 minutes avant de le percuter, au lieu des 2 minutes qui avaient été préalablement avancées. Un laps de temps mis en doute notamment par le capitaine d'un autre bateau de pêche qui naviguait dans les environs de l'accident et qui a déclaré avoir repéré le destroyer 37 minutes avant l'impact, sans disposer de la technologie avancée du bâtiment militaire (équipé notamment du radar Aegis, de conception américaine). De plus, le ministre de la Défense avait été prévenu près d'une heure et demie après l'accident, et le Premier ministre deux heures.
Le commandant en chef de la Marine, l'amiral Eiji Yoshikawa, a été limogé et une réforme de l'armée a été annoncée.
Cela a toutefois semblé insuffisant à l'opposition qui a ainsi appelé à la démission d'Ishiba, accusé d'avoir voulu étouffer l'affaire, un hélicoptère ayant ainsi emmené, quelques heures seulement après la collision et sans en informer les garde-côtes chargés de mener l'enquête, l'officier de quart de l'Atago pour qu'il soit interrogé au ministère en présence du ministre lui-même. À la suite de cela, Shigeru Ishiba, malgré le soutien du Premier ministre à son égard, a lui-même reconnu être « prêt à cette éventualité », à savoir la démission, tout en précisant qu'il « ne partirait pas sans avoir mûrement réfléchi ».
Étant l'un des membres les plus impopulaires du gouvernement en raison de ce scandale, il n'est pas reconduit dans le cabinet remanié de Yasuo Fukuda formé le 1er août 2008.

### Manifestants «terroristes»
En décembre 2013, Ishiba a été très critiqué pour avoir comparé sur son blog les manifestations de rue des opposants à une nouvelle loi sur les secrets d'État à des actes de terrorisme,.

### Militarisme
Il a la réputation d'être un « faucon » en matière de diplomatie asiatique. Affilié au très influent et ouvertement révisionniste lobby Nippon Kaigi, qui prône entre autres une révision de la Constitution du Japon pour rétablir les capacités militaires offensives du Japon, il est un ferme partisan d'inclure dans l'article 9 le droit du Japon à l'auto-défense collective et reconnaître officiellement les Forces japonaises d'autodéfense comme une armée conventionnelle,.

## Vie privée
Shigeru Ishiba est chrétien.

## Dans la culture populaire
- Shigeru Ishiba fait une apparition dans son propre rôle dans le Batsu Game « Aucun rire » de 2010 de l'émission télévisée Downtown no Gaki no Tsukai ya Arahende!!.